# Pentagrama KCBS
Em fundamentos quânticos, o pentagrama KCBS foi descoberto por Alexander Klyachko, M. Ali Can, Sinem Binicioglu e Alexander Shumovsky como um exemplo que refuta modelos de variáveis ocultas não contextuais.

## Descrição
Digamos que temos um pentagrama, que é um grafo com 5 vértices e 5 arestas. Cada vértice pode ser colorido de vermelho ou azul. Diz-se que uma aresta corresponde se ambos os seus vértices têm a mesma cor. Caso contrário, é uma incompatibilidade. 
Em um modelo de variável oculta, o número total de incompatibilidades em todas as arestas deve ser um número par devido à ciclicidade, ou seja, 0, 2 ou 4. Assim, com uma mistura de probabilidade sobre atribuições de variáveis ocultas, o valor esperado da soma de incompatibilidades em todas as 5 arestas deve estar entre 0 e 4.
Então, alguém lhe entrega um grande número de pentagramas KCBS, mas a princípio, todas as cores estão ocultas. Você é informado de que só pode descobrir 2 vértices no máximo, e somente se eles compartilharem uma aresta comum. Assim, para cada pentagrama, você escolhe aleatoriamente uma aresta e descobre as cores em seus vértices. Essa escolha aleatória é necessária porque se os produtores de pentagramas pudessem adivinhar sua escolha para cada pentagrama com antecedência, ele poderia ter "conspirado" para enganá-lo.
Encontramos, não importa qual borda você escolha, azul-azul com probabilidade de {\displaystyle 1-{\frac {2}{\sqrt {5}}}}, vermelho-azul com {\displaystyle {\frac {1}{\sqrt {5}}}}, e vermelho-azulado com {\displaystyle {\frac {1}{\sqrt {5}}}}. Assim, o valor esperado da soma dos desajustes é {\displaystyle 2{\sqrt {5}}\approx 4.47>4}.
Cada pentagrama é um sistema quântico 3D com base ortonormal {\displaystyle \left\{|A\rangle ,|B\rangle ,|C\rangle \right\}}. Cada pentagrama é inicializado para {\displaystyle |C\rangle }. Cada vértice é atribuído a um projetor 1D projetando para {\displaystyle {\frac {1}{\sqrt {\sqrt {5}}}}|C\rangle +{\sqrt {1-{\frac {1}{\sqrt {5}}}}}\left[\cos \left({\frac {4\pi n}{5}}\right)|A\rangle +\sin \left({\frac {4\pi n}{5}}\right)|B\rangle \right]}, n= 0,..., 4. 
Projetores adjacentes comutam. Se projetarmos, pinte o vértice de vermelho. Caso contrário, pinte-o de azul.